# ロングビーチ海軍造船所

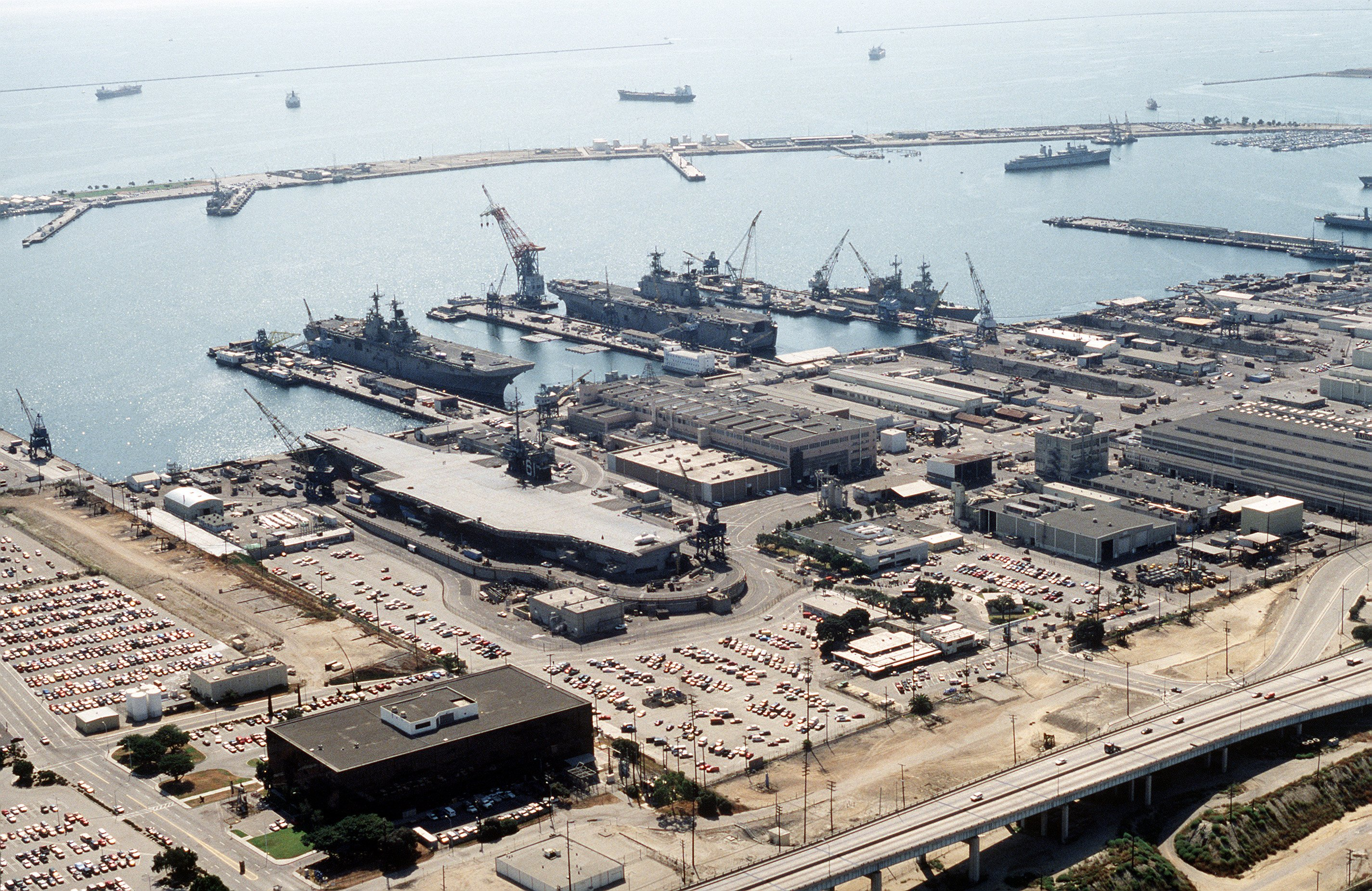
ロングビーチ海軍造船所、1993年

ロングビーチ海軍造船所 (Long Beach Naval Shipyard) は、カリフォルニア州ロサンゼルスに所在したアメリカ海軍の造船所（海軍工廠）。1997年に閉鎖された。ロサンゼルスのサンペドロ地区とロングビーチ市街の間にあるターミナル島に所在し、ロサンゼルス国際空港南方23マイルの地点にあった。
ロングビーチ海軍造船所は119エーカー(48万2,000m2)の工業地域を含み、総面積は214エーカー(86万6,000m2)であった。120の恒久施設、39の半恒久建築物、6つの仮設建築物、計165の施設を保有していた。17の異なった工場作業領域と240万ft2(22万3,000m2)に及ぶ建築用敷地があり、造船所には3基の乾ドックおよび5つの工業埠頭が存在した。また、1万2307フィート(3.8km)の船舶停泊スペースを持ち、陸上クレーンは25トンから67トン、浮きクレーンは25トンから112トンまでの貨物を取り扱うことができた。
第二次世界大戦の間、乾ドックではタンカー、貨物船、輸送船、駆逐艦、巡洋艦と言った艦艇の定時修理および戦闘による損傷の修理を行った。1945年8月には雇用する労働者の数が16,091人に達した。
1943年2月9日に海軍長官はアメリカ海軍乾ドック・ルーズベルト基地（カリフォルニア）(US Naval Dry Docks, Roosevelt Base, California) として施設を設立した。1945年11月30日に名称はターミナル島海軍造船所 (Terminal Island Naval Shipyard) に変更され、1948年3月にはロングビーチ海軍造船所 (Long Beach Naval Shipyard) へ変更された。
ロングビーチ海軍造船所は全ての通常動力艦艇に対して鋼板、ボイラー、艤装および電子装置、電装、絶縁、被覆、火砲、サンドブラスト、溶接、機械加工、木工、塗装、配管その他の加工を行う設備と能力を備えており、水上艦に対するオーバーホールおよび修理を行った。
ロングビーチ海軍造船所は1950年6月1日に不活性状態に置かれた。一か月足らずの後に朝鮮戦争が始まり、造船所は再活性化が1951年1月4日に指示された。